# مونموث جونكشن (نيوجيرسي)
مونموث جونكشن (بالإنجليزية: Monmouth Junction CDP, New Jersey)‏ هي منطقة سكنية تقع بولاية نيوجيرسي في الولايات المتحدة. تبلغ مساحتها 3.842 كم2، وترتفع عن سطح البحر 24 م، بلغ عدد سكانها 2,887 نسمة في عام 2010 حسب إحصاء مكتب تعداد الولايات المتحدة وتصل الكثافة السكانية فيها 751.4 نسمة لكل كيلومتر مربع (1,946.1/ميل2).

## التركيبة السكانية
حدّد مكتب تعداد الولايات المتحدة بيانات التركيبة السكانية لمونموث جونكشن في تعداد الولايات المتحدة. في ما يلي، التركيبة السكانية حسب تعدادي 2000 و2010.

### تعداد عام 2000
بلغ عدد سكان مونموث جونكشن 2,721 نسمة بحسب تعداد عام 2000، وبلغ عدد الأسر 870 أسرة وعدد العائلات 737 عائلة مقيمة في المنطقة السكنية. في حين سجلت الكثافة السكانية 708.2 نسمة لكل كيلومتر مربع (1,834.2/ميل2). وبلغ عدد الوحدات السكنية 881 وحدة بمتوسط كثافة قدره 229.3 لكل كيلومتر مربع (593.9/ميل2).
وتوزع التركيب العرقي للمنطقة السكنية بنسبة 74.97% من البيض و7.09% من الأمريكيين الأفارقة و0.37% من الأمريكيين الأصليين و14.48% من الأمريكيين ذوي الأصول الآسيوية و1.18% من الأعراق الأخرى و1.91% من عرقين مختلطين أو أكثر و4.15% من الهسبانيون أو اللاتينيون من أي عرق.
بلغ عدد الأسر 870 أسرة كانت نسبة 55.1% منها لديها أطفال تحت سن الثامنة عشر تعيش معهم، وبلغت نسبة الأزواج القاطنين مع بعضهم البعض 73.4% من أصل المجموع الكلي للأسر، ونسبة 9.1% من الأسر كان لديها معيلات من الإناث دون وجود شريك،  بينما كانت نسبة 2.2% من الأسر لديها معيلون من الذكور دون وجود شريكة وكانت نسبة 15.3% من غير العائلات. تألفت نسبة 11.8% من أصل جميع الأسر من عدة أفراد يعيشون في نفس المنزل ونسبة 1.8% كانت تتألف من شخص يعيش بمفرده يبلغ من العمر 65 عاماً أو أكثر. وبلغ متوسط حجم الأسرة المعيشية 3.12، أما متوسط حجم العائلات فبلغ 3.42.
بلغ العمر الوسطي للسكان 35.0 عاماً. وكانت نسبة 31.5% من القاطنين تحت سن الثامنة عشر، وكانت نسبة 5.6% بين الثامنة عشر والرابعة والعشرين عاماً، ونسبة 34.8% كانت واقعةً في الفئة العمرية ما بين الخامسة والعشرين والرابعة والأربعين عاماً، ونسبة 23.7% كانت ما بين الخامسة والأربعين والرابعة والستين، ونسبة 4.2% كانت ضمن فئة الخامسة والستين عاماً فما فوق. يوجد لكل 100 أنثى 97.2 ذكر، ويوجد لكل 100 أنثى في الثامنة عشر من عمرها فما فوق 96.4 ذكر.
بلغ متوسط دخل الأسرة في المنطقة السكنية 89,598 دولارًا، أما متوسط دخل العائلة فبلغ 94,247 دولارًا. وكان متوسط دخل الذكور 64,688 دولارًا مقابل 39,464 دولارًا للإناث. وسجل دخل الفرد الخاص بالمنطقة السكنية 35,134 دولارًا. وكانت نسبة 4.2% من العائلات ونسبة 5.1% من السكان تحت خط الفقر، وكان من هؤلاء نسبة 11.2% تحت سن الثامنة عشر ونسبة 0% في الخامسة والستين من العمر وما فوق.

### تعداد عام 2010
بلغ عدد سكان مونموث جونكشن 2,887 نسمة بحسب تعداد عام 2010، وبلغ عدد الأسر 903 أسرة وعدد العائلات 801 عائلة مقيمة في المنطقة السكنية. في حين سجلت الكثافة السكانية 751.4 نسمة لكل كيلومتر مربع (1,946.1/ميل2). وبلغ عدد الوحدات السكنية 919 وحدة بمتوسط كثافة قدره 239.2 لكل كيلومتر مربع (619.5/ميل2).
وتوزع التركيب العرقي للمنطقة السكنية بنسبة 57.40% من البيض و6.03% من الأمريكيين الأفارقة و0.24% من الأمريكيين الأصليين و32.91% من الأمريكيين ذوي الأصول الآسيوية و0.97% من الأعراق الأخرى و2.46% من عرقين مختلطين أو أكثر و4.95% من الهسبانيون أو اللاتينيون من أي عرق.
بلغ عدد الأسر 903 أسرة كانت نسبة 52.4% منها لديها أطفال تحت سن الثامنة عشر تعيش معهم، وبلغت نسبة الأزواج القاطنين مع بعضهم البعض 77.6% من أصل المجموع الكلي للأسر، ونسبة 8.4% من الأسر كان لديها معيلات من الإناث دون وجود شريك،  بينما كانت نسبة 2.7% من الأسر لديها معيلون من الذكور دون وجود شريكة وكانت نسبة 11.3% من غير العائلات. تألفت نسبة 9.9% من أصل جميع الأسر من عدة أفراد يعيشون في نفس المنزل ونسبة 2.8% كانت تتألف من شخص يعيش بمفرده يبلغ من العمر 65 عاماً أو أكثر. وبلغ متوسط حجم الأسرة المعيشية 3.20، أما متوسط حجم العائلات فبلغ 3.43.
بلغ العمر الوسطي للسكان 38.8 عاماً. وكانت نسبة 29.1% من القاطنين تحت سن الثامنة عشر، وكانت نسبة 7.1% بين الثامنة عشر والرابعة والعشرين عاماً، ونسبة 24.2% كانت واقعةً في الفئة العمرية ما بين الخامسة والعشرين والرابعة والأربعين عاماً، ونسبة 32% كانت ما بين الخامسة والأربعين والرابعة والستين، ونسبة 7.6% كانت ضمن فئة الخامسة والستين عاماً فما فوق. وتوزع التركيب الجنسي للسكان بنسبة 48.9% ذكور و51.1% إناث.